# Carollia benkeithi
Carollia benkeithi is een vleermuis uit het geslacht Carollia die voorkomt in Peru, Bolivia en Brazilië. De soort is gevonden in regenwoudgebieden op 200 tot 1100 m hoogte ten zuiden van de Amazone. Deze populaties worden meestal tot Carollia castanea gerekend, maar verschillen daarvan in genetische en subtiele morfologische kenmerken. In oostelijk Ecuador en noordwestelijk Peru komt een derde soort uit deze groep voor. Deze soort is genoemd naar Ben Keith, die financiële bijdragen heeft geleverd aan het National Science Research Laboratory (NSRL) van de Texas Tech University, waar de beschrijvers van C. benkeithi werken. Door deze bijdrage kon het NSRL sterk worden uitgebreid.
C. benkeithi is een kleine Carollia-soort met een bruine tot grijsbruine rugvacht. De voorarm en de poten zijn kort en naakt, op een plukje haren bij het begin van de duim na. Het uropatagium (het membraan tussen de achterpoten) is breed, net als de schedel. De kop-romplengte bedraagt 52,0 tot 68,0 mm, de staartlengte 5,0 tot 14,0 mm, de achtervoetlengte 8,0 tot 14,0 mm, de oorlengte 11,0 tot 20,0 mm, de voorarmlengte 33,68 tot 37,21 mm en de schedellengte 18,70 tot 19,94 mm. Het karyotype bedraagt 2n=22, FN=38.
C. benkeithi verschilt van de nauwste verwant, C. castanea, in het karyotype (22 chromosomen bij C. benkeithi tegenover 20 of 21 bij C. castanea), mitochondriaal DNA (8,2% verschil in het cytochroom b-gen), de grootte (C. benkeithi is iets kleiner), en enkele subtiele kenmerken van de tanden. Het anterior cingulum op de vierde valse kies aan de bovenkaak (P4) is groot bij C. benkeithi, terwijl dat bij C. castanea maar een klein dingetje is. Verder liggen de P4 en de eerste bovenkies (M1) niet tegen elkaar aan, of, als dat wel zo is, is het anterior cingulum op de M1 niet ontwikkeld, terwijl het dat bij C. castanea wel is. Ten slotte heeft C. benkeithi een kleine knobbel op de postero-linguale zijde (voorkant van de binnenkant) van de derde onderkies (m3), die bij C. castanea normaliter niet aanwezig is.